# 近藤広一
近藤 広一 （こんどう こういち、1947年 - ）は、日本の経営者。本田技研工業元副社長、元代表取締役会長、アメリカン・ホンダモーター元会長。日本自動車工業会元理事。

## 経歴
1947年(昭和22年)生まれ。1970年(昭和45年)3月、山口大学文理学部卒業。同年4月、本田技研工業入社。1996年(平成8年)6月、ホンダモーター ド ブラジル リミターダ(現ホンダサウスアメリカ リミターダ)取締役社長。1996年6月、モトホンダ ダ アマゾニア リミターダ取締役社長、ホンダオートモーベイス ド ブラジル リミターダ取締役社長1997年6月、同社取締役。2005年4月、北米地域本部長兼アメリカン・ホンダモーターカンパニー・インコーポレテッド取締役社長から、同社常務取締役及び北米地域本部長兼ホンダノースアメリカ・インコーポレテッド取締役社長兼アメリカンホンダモーターカンパニー・インコーポレテッド取締役社長に就任。同年6月、同社常務取締役から同社代表取締役専務取締役に就任。2011年4月、同社副社長から代表権を持つ同社会長に就任。同年5月、日本自動車工業会理事。同年6月、同社代表取締役専務取締役及び北米地域本部長兼ホンダノースアメリカ・インコーポレーテッド取締役社長兼アメリカンホンダモーターカンパニー・インコーポレーテッド取締役社長。2007年6月、同社代表取締役副社長に就任。2008年同社代表取締役副社長、日本営業本部長。2010年同社代表取締役副社長及びコンプライアンスオフィサー兼渉外担。2011年同社代表取締役会長。2012年4月、同社代表取締役会長コンプライアンスオフィサーから、同社代表取締役会長に就任した。

## 実績・その他
- 2009年北米仕様のホンダ・フィットについて言及している[3]。
- 2009年8月、同社副社長の時、山口大学鴻文会第8回総会にて講演[4]。
- 2011年、同社代表取締役会長の時、同大学工学部でイノベーション実践教育講演会に於いて『ホンダのグローバル経営』を講演[5]。
- 2012年5月、第404回国際治療談話会例会にて講演[6]。